# Mua bán phát thải
Mua bán phát thải, thương mại phát thải, hoặc cap and trade, là một chính sách của nhà nước nhằm kiểm soát ô nhiễm môi trường bằng việc tạo ra sự thúc đẩy về kinh tế để làm giảm thiểu lượng phát sinh chất thải.
Ngược lại, việc kiểm soát các quy định về môi trường như các tiêu chuẩn công nghệ (best available technology-BAT), trợ cấp của chính phủ và chương trình "cap and trade" (CAT) là một loại quy định môi trường linh hoạt hơn cho phép các tổ chức quyết định mức độ đáp ứng các mục tiêu trong chính sách. Với nhiều quốc gia, các tiểu bang và các công ty đã áp dụng các hệ thống như vậy, đặc biệt làm giảm hiện tượng biến đổi khí hậu.
Một trung tâm có thẩm quyền (thường là cơ quan chính phủ) phân bổ hoặc bán một số lượng giới hạn giấy phép để xả một lượng chất thải cụ thể trong một khoảng thời gian.. Người gây ô nhiễm được yêu cầu giữ giấy số phép tương ứng với lượng thải ra. Nếu họ muốn tăng lượng thải thì phải mua giấy phép từ những người sẵn sàng bán chúng.. Phái sinh (tài chính) của giấy phép có thể được giao dịch trên thị trường thứ cấp..
Theo lí thuyết, những người gây ô nhiễm có thể làm giảm lượng phát thải với giá rẻ nhất sẽ làm theo cách này, để đạt được sự giảm phát thải với chi phí thấp nhất cho xã hội. Cap and trade nghĩa là cung cấp khu vực riêng với sự linh hoạt cần thiết để giảm phát thải trong khi chúng ta đang khuyến khích sự đổi mới công nghệ và sự tăng trưởng về kinh tế..
Đó là các chương trình thương mại tích cực đối với các chất gây ô nhiễm không khí. Riếng đối với khí nhà kính, nguyên nhân gây ra biến đổi khí hậu, đơn vị cho phép thường được gọi là tín chỉ carbon. Chương trình thương mại lượng khí nhà kính lớn nhất là European Union Emission Trading Scheme, giao dịch chủ yếu trong Khoản Trợ Cấp Liên minh Châu Âu (EUAs); chương trình của Californian giao dịch trong Khoản trợ cấp carbon californian, chương trình của New Zeanland tại các đơn vị New Zealand và chương trình Úc tại các đơn vị Úc. Hoa Kỳ có một thị trường quốc gia - national market để làm giảm lượng mưa axit và các thị trường khu vực trong lĩnh vực nitơ oxit.

## Tổng quan

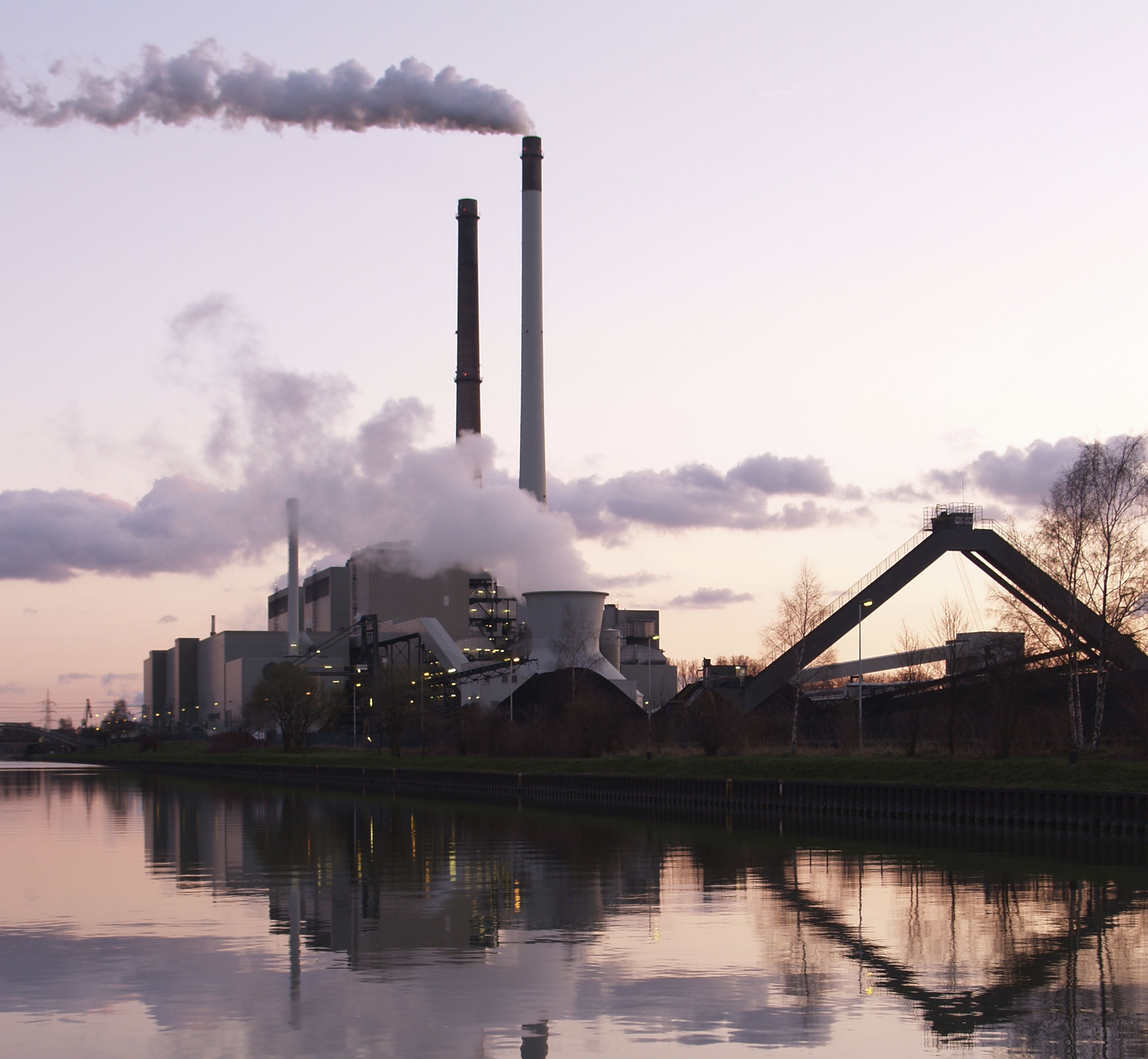
Một nhà máy điện than Đức. Do việc mua bán chất thải, than trở thành một loại nhiên liệu kém cạnh tranh.

Ô nhiễm môi trường là ví dụ điển hình của một thị trường ngoại thương. Môi trường này là một tác động của một số hoạt động trên một thực thể (chẳng hạn như một người) không phải là bên tham gia một giao dịch thị trường liên quan đến hoạt động đó. Giao dịch phát thải là một cách tiếp cận dựa trên thị trường để giải quyết ô nhiễm. Mục tiêu chung của kế hoạch mua bán phát thải là giảm thiểu chi phí đáp ứng mục tiêu được thiết lập.
Trong một hệ thống giao dịch khí thải, chính phủ đặt ra một giới hạn tổng thể về phát thải, và lượng giấy phép (còn được gọi là sự thừa nhận), hoặc các ủy quyền hạn chế phát thải, lên đến mức giới hạn chung. Chính phủ có thể bán giấy phép, nhưng trong nhiều chương trình hiện có, nó cho phép người tham gia (người gây ô nhiễm có quy định) tương đương với lượng phát thải ban đầu của mỗi người tham gia. Đường cơ sở được xác định bằng tham chiếu đến lượng phát thải lịch sử của người tham gia. Để chứng minh sự tuân thủ, một người tham gia phải có giấy phép ít nhất bằng với số lượng ô nhiễm mà nó thực sự phát ra trong khoảng thời gian đó. Nếu mọi người tham gia tuân thủ, tổng lượng ô nhiễm phát ra sẽ tối đa bằng tổng giới hạn cá nhân. Bởi vì giấy phép có thể được mua và bán, một người tham gia có thể chọn hoặc sử dụng giấy phép chính xác (bằng cách giảm lượng khí thải của chính nó); hoặc phát ra ít hơn giấy phép của nó, và có lẽ bán giấy phép thừa; hoặc phát nhiều hơn giấy phép của mình và mua giấy phép từ những người tham gia khác. Trong thực tế, người mua trả một khoản phí gây ô nhiễm, trong khi người bán nhận được phần thưởng cho việc giảm phát thải.
Trong nhiều chương trình, các tổ chức không gây ô nhiễm (và do đó không có nghĩa vụ) cũng có thể trao đổi giấy phép và các phát sinh tài chính của giấy phép. Trong một số chương trình, người tham gia có thể sử dụng các khoản trợ cấp của ngân hàng trong các giai đoạn sau. Trong một số chương trình, một phần của tất cả các giấy phép giao dịch phải được nghỉ hưu định kỳ, làm giảm lượng phát thải theo thời gian. Do đó, các nhóm về môi trường có thể mua và rút giấy phép, tăng giá giấy phép còn lại theo Nguyên lý cung - cầu. Thông thường, chính phủ giảm giới hạn tổng thể theo thời gian, với mục tiêu hướng tới mục tiêu giảm phát thải quốc gia.
Theo Quỹ bảo vệ môi trường, việc hợp tác và thương mại là cách tiếp cận hợp lý nhất về mặt môi trường và kinh tế để kiểm soát phát thải khí nhà kính, nguyên nhân chính gây ra hiện tượng nóng lên toàn cầu, bởi vì nó đặt ra giới hạn phát thải và giao dịch, khuyến khích các công ty đổi mới phát ra ít hơn.
Thị trường ô nhiễm
Giấy phép phát thải trực tiếp trao quyền phát thải các chất gây ô nhiễm tới một mức nhất định. Ngược lại, giấy phép ô nhiễm cho một địa điểm cụ thể.

## Thị trường và chi phí thấp nhất
Một số nhà kinh tế đã thúc đẩy việc sử dụng các công cụ thị trường như mua bán phát thải để giải quyết các vấn đề môi trường thay vì quy định "quy tắc và kiểm soát" quy tắc. Quy tắc và kiểm soát bị chỉ trích vì không nhạy cảm với sự khác biệt về địa lý và công nghệ, và do đó không hiệu quả.; Tuy nhiên, điều này không phải lúc nào cũng như chương trình phân phối của WW-II ở Mỹ như điều chỉnh cho những khác biệt.
Sau khi một giới hạn phát thải đã được thiết lập bởi một quá trình chính trị của chính phủ, các công ty cá nhân được tự do lựa chọn cách để giảm phát thải của họ. Việc không báo cáo lượng phát thải và giấy phép phát thải thường bị phạt bởi cơ chế quản lý của chính phủ, chẳng hạn như tiền phạt làm tăng chi phí sản xuất. Các doanh nghiệp sẽ chọn cách chi trả chi phí thấp nhất để tuân thủ quy định ô nhiễm, điều này sẽ dẫn đến việc giảm thiểu các giải pháp ít tốn kém nhất, trong khi cho phép lượng phát thải tốn kém hơn.
Theo một hệ thống mua bán khí thải, mỗi người gây ô nhiễm có quy định phải linh hoạt sử dụng sự kết hợp hiệu quả nhất về mua hoặc bán giấy phép phát thải, giảm phát thải bằng cách lắp đặt công nghệ sạch hơn hoặc giảm phát thải bằng cách giảm sản lượng. Chiến lược hiệu quả nhất về chi phí phụ thuộc vào chi phí cắt giảm của bên gây ô nhiễm và giá thị trường giấy phép. Về lý thuyết, các quyết định của người gây ô nhiễm sẽ dẫn đến việc phân bổ hiệu quả kinh tế giảm thiểu giữa các người gây ô nhiễm và chi phí tuân thủ thấp hơn cho các doanh nghiệp cá nhân và cho nền kinh tế nói chung, so với các cơ chế điều khiển và lệnh..

### Thị trường phát thải
Đối với giao dịch phát thải, nơi khí nhà kính được quy định, một giấy phép phát thải được coi là tương đương với mộttấn of lượng Cacbon dioxide (CO2) thải ra. Các tên khác cho giấy phép phát thải là tín chỉ carbon , Kyoto units, đơn vị số lượng được giao và đơn vị giảm phát thải được chứng nhận Certified Emission Reduction units (CER). Những giấy phép này có thể được bán riêng hoặc trên thị trường quốc tế theo giá thị trường hiện hành. Những thương mại này và định cư quốc tế, và do đó cho phép chuyển giao giữa các quốc gia. Each international transfer is validated by the United Nations Framework Convention on Climate Change (UNFCCC). Mỗi chuyển giao quốc tế được xác nhận bởi Công ước khung của LHQ về biến đổi khí hậu (UNFCCC). Mỗi chuyển quyền sở hữu trong Liên minh châu Âu được Ủy ban châu Âu xác nhận thêm.
Các chương trình giao dịch phát thải như Hệ thống Thương mại Phát thải Liên minh Châu Âu (EU ETS) bổ sung cho giao dịch giữa các quốc gia được quy định trong Nghị định thư Kyoto bằng cách cho phép giao dịch giấy phép tư nhân. Theo các chương trình như vậy - thường được phối hợp với các mục tiêu phát thải quốc gia được cung cấp trong khuôn khổ Nghị định thư Kyoto - một cơ quan quốc gia hoặc quốc tế cấp giấy phép cho các công ty cá nhân dựa trên các tiêu chí đã được thiết lập, nhằm đáp ứng quốc gia và/hoặc khu vực Kyoto mục tiêu với chi phí kinh tế thấp nhất.
Sàn giao dịch thương mại đã được thiết lập để cung cấp một thị trường giao ngay trong giấy phép, as well as thị trường kì hạn và Quyền chọn (tài chính) Hợp đồng tương lai để giúp phát hiện giá thị trường và duy trì thanh khoản Thanh khoản. Giá carbon thường được tính bằng euros trên một tấn CO2 hoặc tương đương (CO2e). Các khí nhà kính khác cũng có thể được giao dịch, nhưng được trích dẫn như là bội số tiêu chuẩn của cacbon dioxide đối với tiềm năng biến đổi khí hậu. Những tính năng này làm giảm tác động tài chính của hạn ngạch về kinh doanh, đồng thời đảm bảo rằng hạn ngạch được đáp ứng ở cấp quốc gia và quốc tế.
Hiện tại, có sáu sàn giao dịch trong các khoản tín dụng carbon liên quan đến UNFCCC: trung tâm giao dịch khí hậu - Chicago Climate Exchange (until 2010), European Climate Exchange, NASDAQ OMX Commodities Europe, PowerNext, Commodity Exchange Bratislava and the European Energy Exchange. NASDAQ OMX Commodities Europe liệt kê một hợp đồng thương mại bù đắp được tạo ra bởi một dự án carbon CDM được gọi là Giảm phát thải được chứng nhận. Nhiều công ty hiện đang tham gia vào các chương trình giảm phát thải, bù trừ và cô lập để tạo ra các khoản tín dụng có thể được bán trên một trong các sàn giao dịch. Ít nhất một thị trường điện tử tư nhân đã được thành lập vào năm 2008: CantorCO2e. Tín dụng carbon tại Sàn giao dịch hàng hóa Bratislava được giao dịch ở nền tảng đặc biệt có tên là Carbon.
Việc kinh doanh giấy phép phát thải là một trong những phân khúc phát triển nhanh nhất trong các dịch vụ tài chính ở Thành phố Luân Đôn với một thị trường ước tính trị giá khoảng 30 tỷ euro trong năm 2007. Louis Redshaw, người đứng đầu thị trường môi trường tại Barclays Capital, dự đoán rằng "carbon sẽ trở thành thị trường hàng hóa lớn nhất thế giới và nó có thể trở thành thị trường lớn nhất thế giới."

### Thị trường ô nhiễm
Giấy phép phát thải trao quyền phát thải các chất gây ô nhiễm tới một mức nhất định.
Ngược lại, giấy phép phát thải dành cho một khu vực, địa điểm cụ thể sẽ tạo ra quyền phát thải các chất gây ô nhiễm với tốc độ, không gây ra sự gia tăng cụ thể ở một mức độ ô nhiễm nào đó. Để cụ thể, hãy xem xét mô hình sau đây.
- Có {\displaystyle n} và mỗi trong số đó phát ra một lượng {\displaystyle e_{i}} chất ô nhiễm
- Cũng có {\displaystyle m} địa điểm và mỗi trong số đó đều bị ô nhiễm {\displaystyle q_{i}}.
- Ô nhiễm là sự kết hợp tuyến tính của khí thải. Mối quan hệ giữa {\displaystyle e} và {\displaystyle q} được đưa ra bởi "ma trận phân tán" {\displaystyle H}, sao cho: {\displaystyle q=H\cdot e}.

Ví dụ, Xem xét ba quốc gia dọc theo một con sông (như trong việc chia sẻ dòng sông công bằng – Fair river sharing).
- Ô nhiễm ở nước thượng nguồn chỉ được xác định bởi sự phát thải của nước thượng nguồn: {\displaystyle q_{1}=e_{1}}.
- Ô nhiễm ở miền trung được xác định bởi sự phát thải của chính nó và bởi sự phát xạ của quốc gia 1: {\displaystyle q_{2}=e_{1}+e_{2}}.
- Ô nhiễm ở nước hạ lưu là tổng của tất cả các phát thải: {\displaystyle q_{3}=e_{1}+e_{2}+e_{3}}.

Vì vậy, ma trận {\displaystyle H} trong trường hợp này là ma trận hình tam giác của ma trận.
Vì vậy, ma trận {\displaystyle H} trong trường hợp này là ma trận hình tam giác của ma trận.
Mỗi giấy phép ô nhiễm cho địa điểm {\ displaystyle i} i cho phép chủ sở hữu của nó phát ra các chất gây ô nhiễm sẽ gây ra mức độ ô nhiễm nhất tại địa điểm {\ displaystyle i} i. Do đó, một chất gây ô nhiễm ảnh hưởng đến chất lượng nước tại một số điểm phải giữ một danh mục giấy phép bao gồm tất cả các điểm quan trắc có liên quan. Trong ví dụ trên, nếu quốc gia 2 muốn phát ra một lượng chất ô nhiễm, thì phải mua hai giấy phép: một cho địa điểm 2 và một cho địa điểm 3.
Mỗi giấy phép ô nhiễm cho địa điểm {\displaystyle i} cho phép chủ sở hữu của nó phát ra các chất gây ô nhiễm sẽ gây ra mức độ ô nhiễm nhất tại địa điểm {\displaystyle i}. Do đó, một chất gây ô nhiễm ảnh hưởng đến chất lượng nước tại một số điểm phải giữ một danh mục giấy phép bao gồm tất cả các điểm quan trắc có liên quan. Trong ví dụ trên, nếu quốc gia 2 muốn phát ra một lượng chất ô nhiễm, thì phải mua hai giấy phép: một cho địa điểm 2 và một cho địa điểm 3.
Montgomery cho thấy rằng, trong khi cả hai thị trường dẫn đến phân bổ giấy phép một cách hiệu quả, thì thị trường giấy phép ô nhiễm được áp dụng rộng rãi hơn thị trường giấy phép phát thải.